# Wartburgfest

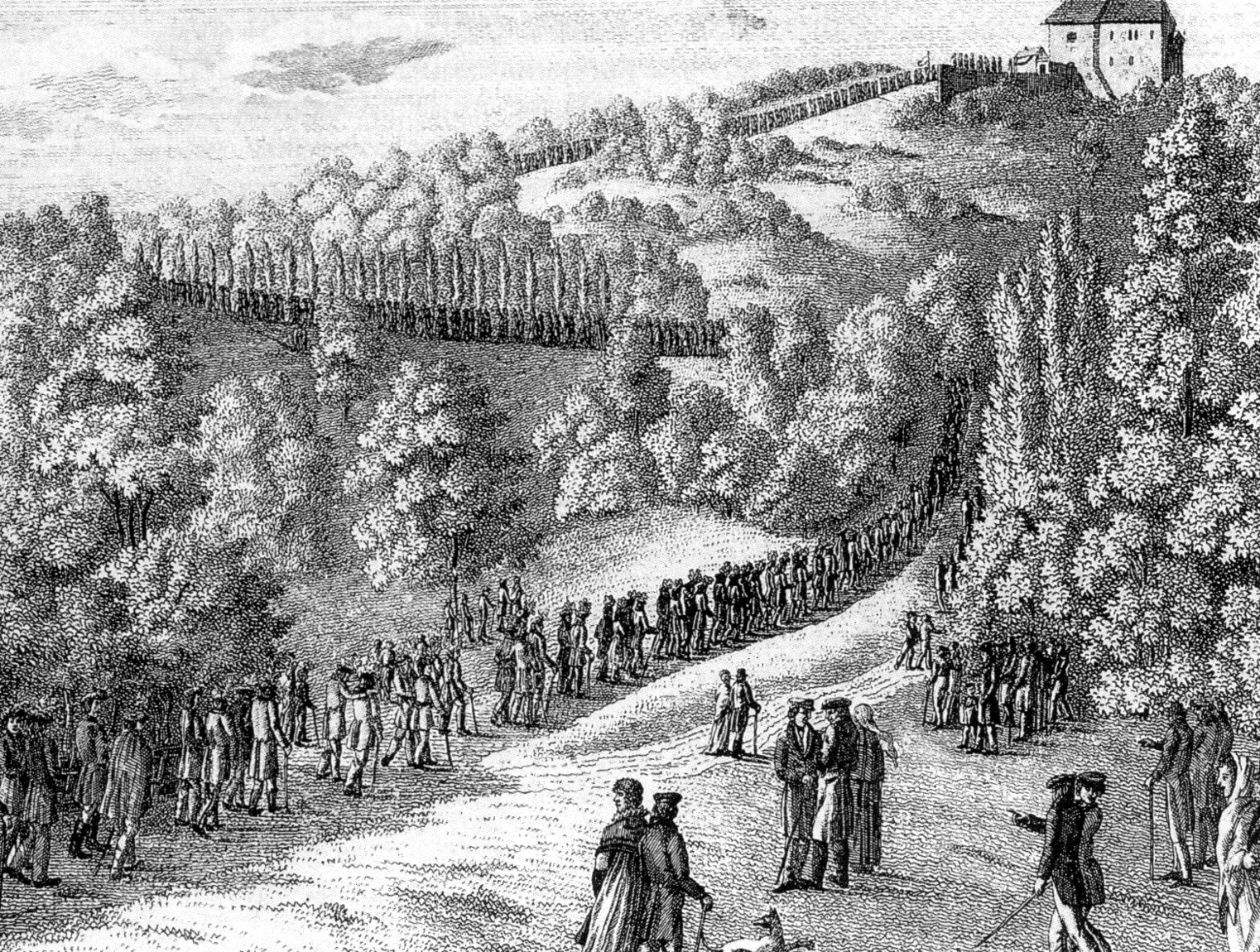
Studentenoptocht naar de Wartburg 1817

Het Wartburgfest is de benaming voor een aantal nationale manifestaties in de periode van de Duitse eenwording in de 19e eeuw en daarna, die vooral door  politiek geëngageerde studenten werden bijgewoond en die plaatsvonden op het kasteel de Wartburg bij Eisenach in Thüringen. 

## Eerste Wartburgfest (1817)
Na de nederlaag van Napoleon en het Congres van Wenen werden de vele kleine Duitse vorstendommen hersteld, tot grote teleurstelling van de voorstanders van de Duitse eenwording. Wel namen deze herleefde Duitse staten geleidelijk constituties aan die in meerdere of mindere mate liberale beginselen uit de Franse Revolutie adopteerden, zoals de persvrijheid, de vrijheid van meningsuiting, vereniging en vergadering. Tegelijkertijd ontstond er ook een sterke stroming die alsnog de Duitse eenwording bepleitte.
Studenten uit Jena riepen in 1817 op tot een nationale bijeenkomst die op 18 oktober 1817 zou plaatsvinden op de Wartburg bij Eisenach, samenvallend met de 300-jarige herdenking van Maarten Luthers publicatie van zijn 95 stellingen (op 31 oktober 1517) en de herdenking van de Volkerenslag bij Leipzig (16 tot 19 oktober 1813).
Vijfhonderd studenten uit alle hoeken van Duitsland, ongeveer een achtste deel van de toenmalige studentenpopulatie, gaven gehoor aan deze oproep, die leidde tot de oprichting van een nationale studentenbond, de Allgemeine Deutsche Burschenschaft. Voorzien van adhesiebetuigingen door enkele hoogleraren demonstreerden zij tegen de "reactionaire krachten" in de herleefde Duitse "Kleinstaaten" en voor één Duitse "Nationalstaat" met een liberale grondwet. Hun motto luidde "Ehre, Freiheit, Vaterland" en voor hun vlag kozen zij de kleuren zwart-rood-goud die eerder waren gevoerd door het Vrijkorps van Lützow in de strijd tegen Napoleon. Bij deze manifestatie vond ook een symbolische verbranding plaats van voorwerpen en boeken op de nabijgelegen Wartenberg, waaronder een Frans wetboek, het boek Geschichte des deutschen Reichs van August von Kotzebue (die in 1819 zou worden vermoord), de Germanomanie van de Joodse auteur Saul Ascher, en ook militaire kleding en een pruik uit Pruisen, Hessen en Oostenrijk. Studenten en academici die hadden deelgenomen aan deze manifestatie of er hun sympathie aan hadden betuigd, onder wie ook de filosoof Jakob Friedrich  Fries zouden in de Duitse vorstendommen op allerlei wijzen worden verdacht gemaakt en tegengewerkt. 
Abusievelijk wordt het bekende citaat van Heinrich Heine "Dort wo man Bücher verbrennt, verbrennt man auch am Ende Menschen" ook wel in verband gebracht met deze gebeurtenis. Dit citaat heeft echter betrekking op een passage in het toneelstuk Almansor over de verbranding van een koran door christenen na de verovering van het Koninkrijk Granada in 1492.

## Tweede Wartburgfest (1848)
Minder bekend is het Zweite Wartburgfest dat in het Revolutiejaar 1848 plaatsvond op 12 juni en waarin de academische vrijheid het belangrijkste programmapunt was.
De studenten eisten van het Frankfurter Parlement de nationalisatie van en zelfbestuur voor de universiteiten.

## Derde Wartburgfest (1948)
Na het einde van de Tweede Wereldoorlog vond er in mei 1948 wederom een Wartburgfest plaats, dat gedomineerd werd door studenten uit de communistische SED en dat pretendeerde een "geestelijke voortzetting" te zijn van de beide eerdere manifestaties. Deze manifestatie werd al beheerst door de opkomende Koude Oorlog met de zich aftekenende deling tussen Oost- en West-Duitsland, doordat ze was opgezet als tegenhanger van een studentenmanifestatie die gelijktijdig werd gehouden in Frankfurt.

## Latere Wartburgfeste
Sinds de Duitse hereniging in 1990/'91 worden er weer regelmatig Wartburgfeste in Eisenach georganiseerd, als voortzetting van manifestaties die daarvoor op diverse plaatsen in West-Duitsland plaatsvonden.